# クリダグナサス
クリダグナサス（Clydagnathus）は、脊索を持つ原始的な脊椎動物。長い間謎であったコノドント動物の正体の一つとされる。

## 特徴
体長は数センチから数十センチ。体は細長い円筒形。体の先端には前に向かって開いた口があり、コノドントは口の内側周辺に並んで、鋭い歯として機能したと考えられている。頭部側面には体に比して著しく大きな目を二つ持つ。その後ろに内耳に当たる聴胞らしい痕跡の見られる化石も見つかっているが、定かではない。眼の後方、側面腹側には鰓裂があったらしい。細長い胴体には目立った構造はなく、尾には背面後方から腹面のより後方まで続く、背びれから尾びれ、尻びれとつながった形のひれがある。ひれには軟骨性の細かい鰭条があったとされる。
体中央部を縦走する太い脊索が確認されている。内臓については、あまり情報がない。体側面には、V字型の筋節が並んでいた。

## 系統
現在のヤツメウナギなどと類縁のあるものと考えられている。しかしヤツメウナギやヌタウナギなどの円口類が歯を持たないのに対し、クリダグナサスは硬組織を持つことから、これらの生物群よりもより進化的な（derived）生物であると考えられている。また、全ての顎口上綱の生物に対して原始的な特徴（plesiomorphic）を備えているとされる。

## 発見
クリダグナサスの化石は、1983年にスコットランドの石炭紀前期の地層より発見されたものが最初である。コノドントは古くから知られた微化石であり、その正体には様々な説があった。これがその正体、という化石もいくつか指摘されたこともあるが、クリダグナサスの発見以降、本属やその近縁種がその正体と考えられている。これは、本属の化石がコノドントの代表的な6種の形態種（セクシメンブレイト；seximembrate）のほぼ全てをカバーし、また発見された複数の個体間で形態種の構成が共通しているためである。

## 生態
コノドントの分布等からも、クリダグナサスは浅い海域の海水中にあって、小さいながらも活発に遊泳して、小型の動物を捕食する、重要な肉食動物であったことが想像される。海面を漂う当時の無脊椎動物の幼生にとって「恐るべき大敵」であったと推測されている。クリダグナサス属は近縁のパトログナサス属（Patrognathus）とともに沿岸域に生息し、他の近縁のコノドント生物であるポリグナサス属（Polygnathus）やシュードポリグナサス属（Pseudopolygnathus）と棲み分けていたと考えられている。